# Arthur Light
Arthur Light è un personaggio dei fumetti statunitensi pubblicato dalla DC Comics. È il terzo ad aver assunto l'identità del Dottor Light, dopo il nemico della Golden Age, il Dottor Mid-Nite e il suo ex-socio, Jacob Finlay. Light, nemico di lunga data della Justice League of America e dei Teen Titans, venne descritto come una seria minaccia, ma come simpatica compagnia per super criminali incompetenti. Il suo campo come Dottor Light è in concorrenza con la omonima supereroina, Kimiyo Hoshi. Nel 2009, il Dottor Light venne inserito all'84º posto dalla IGN nella lista dei più grandi criminali dei fumetti di tutti i tempi.

## Biografia del personaggio

### Origini
Il primo Dottor Light della Silver Age era un criminale psicopatico di nome Dr. Arthur Light. Comparve per la prima volta in Justice League of America n. 12. Una retcon lo introdusse in Secret Origins n. 37, rivelando che in realtà il suo personaggio era il secondo ad aver assunto l'identità di Dottor Light. Secondo la connessione, il suo predecessore era un suo collega dei Laboratori S.T.A.R., uno scienziato di nome Jacob Finlay. Finlay creò un vestito tecnologicamente avanzato per controllare la luce: volle usarlo nelle vesti di un supereroe minore, ma fu accidentalmente ucciso da Arthur, all'inizio della sua carriera eroica. Light prese il costume e il nome in codice di "Dottor Light", utilizzandoli per i suoi mezzi criminali. Fu periodicamente perseguitato dal fantasma di Finlay nel corso degli anni, ma utilizzò i poteri del costume per farlo sparire.
Dalla Silver alla Bronze Age, il Dottor Light fu un nemico minore ma persistente per un sempre maggiore numero di eroi. Combatté inizialmente contro la Justice League of America, dopo essere stato sconfitto, combatté contro i loro alleati, i Teen Titans. Fu anche sconfitto da Hal Jordan, poco dopo aver subito la sconfitta da parte della JLA. Quindi fondò la squadra di super criminali dei Fearsome Five, ma anche questi furono sconfitti dai Titans, così Light venne cacciato con violenza dal suo stesso gruppo. Ogni atto criminale lo condusse alla sconfitta, ma tali sconfitte furono da lui utilizzate come basi per l'umiliazione che culminò negli eventi di Crisi infinita e dagli effetti conseguenti.
Forse la sconfitta più ignobile del Dottor Light avvenne quando fu battuto da Little Boy Blue e i suoi Blue Boys, un gruppo di bambini privi di super poteri.

### Suicide Squad
Guidato dalla colpa e dal dubbio, grazie in parte alla presenza del fantasma di Finlay, il Dottor Light entrò a far parte della Suicide Squad, un gruppo di super criminali incarcerati, incaricati dal Governo degli Stati Uniti a portare a termine pericolosissime missioni segrete in cambio dell'indulto. In una missione contro la super squadra patriottica chiamata "Force of July", incontrò Sparkler, il membro più giovane del gruppo. La presenza del ragazzo super dotato, gli ricordò delle sue sconfitte passate, e scagliatosi contro Sparkler, lo uccise con un colpo al petto.
Durante il periodo con la Squad, il Dott. Light dimostrò il semplice desiderio di piacere agli altri membri. Vide la sua occasione quando un misterioso forestiero armato di torte si scatenò contro il gruppo, ma nessuno credette veramente che Light fosse stato colpito.
Finalmente il fantasma di Finlay convinse Light a divenire un eroe durante una missione dove molti membri del gruppo, alcuni involontariamente, viaggiarono fino ad Apokolips. Light fu subito ucciso dai Parademoni. Quindi venne mandato all'Inferno, dove fu fisicamente riunito a Finlay. Sotto osservazione di un demone minore e del suo noioso assistente, entrambi furono espulsi dall'Inferno ritornando in vita. Entrambi morirono di nuovo subito dopo: Arthur Light soffocò mentre si trovava nella sua bara, mentre lo scheletro di Finlay si fece strada verso la superficie dalla sua tomba per essere poi distrutto da una famiglia di religiosi. Arthur Light ritornò in vita una seconda volta, e sopravvisse appena alla caduta che i suoi torturatori demoniaci avevano programmato come fatale. Arthur trovò anche il tempo di impossessarsi del corpo della Dottoressa Light femminile, Kimiyo Hoshi. Con l'aiuto di una sua insegnante, Kimiyo riuscì a espellere Arthur dal suo corpo.
Dottor Light riuscì a liberarsi del fantasma del suo ex-collega, tentò di riunirsi alla Squad, ma il suo appello fu respinto da Amanda Waller.
Successivamente venne intrappolato nella batteria del potere di Lanterna Verde, e come conseguenza fu temporaneamente trasformato in luce vivente. poi fece parte dell'incarnazione di breve durata della Lega dell'ingiustizia, in cui assistette Lex Luthor nella costruzione dei suoi duplicati olografici della JLA.

### DaCrisi d'identitàin poi
La miniserie controversa del 2004, Crisi d'Identità, rivelò che il Dottor Light, ad un certo punto nel passato, diede la caccia e poi stuprò sul Satellite della JLA, Sue Dibny, la deceduta consorte del supereroe Elongated Man. Racconti successivi rivelarono anche che era uno stupratore recidivo, e, notizia falsa, la convinzione che Sue Dibny fosse la sua prima vittima. Dopo una decisione presa con una votazione, la Justice League decise di alterare la sua mente attraverso l'utilizzo della magia di Zatanna così che il Dott. Light non sarebbe più potuto essere una minaccia. Nel processo, gli fu praticata accidentalmente anche una lobotomia, il che spiegherebbe come mai venne sconfitto dai Teen Titans e da Little Boy Blue. Successivamente riacquistò i suoi ricordi e il suo intelletto, decidendo di vendicarsi della squadra di supereroi.
Quando Dottor Light comparve successivamente, catturò Freccia Verde, utilizzandolo come esca, in modo che potesse vendicarsi dei Titans. L'intera squadra dei Teen Titans, ex membri e membri correnti, risposero alla chiamata, ma lui riuscì brutalmente e con successo a sconfiggerli tutti. Infine, Cyborg riuscì a batterlo utilizzando un dispositivo che risucchiò tutta la luce, rendendo Light impotente. Batman e Batgirl lo condussero in carcere, in realtà erano Deathstroke e Ravager travestiti, offrendo al Dottor Light un posto nella Società segreta dei supercriminali, un'organizzazione guidata da Lex Luthor. Il Dottor Light, assetato di vendetta e potere, accettò immediatamente.
Come membro della Società, aiutò sia Merlyn che Deathstroke a sconfiggere Freccia Verde a Star City. Quindi si attaccò e assorbì una grande quantità di luce dal Dottor Light femminile, successivamente riferendosi al gesto come a uno stupro (Green Arrow n. 54). Tuttavia, Kimiyo riuscì a riottenere i suoi poteri assorbendoli direttamente da lui.
Successivamente, Arthur partecipò alla Battaglia di Metropolis nel n. 7 di Crisi infinita, dove venne sconfitto dagli sforzi combinati di Raggio, Black Canary, Martian Manhunter e Kimiyo.

### Un anno dopoeCrisi finale
In Justice League of America Wedding Special, Light era un membro della Injustice League Unlimited. Durante una battaglia contro la Justice League, la sua compagna di squadra Cheetah lo tradì e lo ferì alla schiena poiché odiava gli stupratori. Poco dopo, l'intera Injustice League fu catturata e deportata su un mondo alieno dalla Suicide Suad; Dottor Light fu successivamente uno dei criminali protagonisti di Salvation Run.
Dopo essere ritornato sulla Terra, in DC Universe n. 0, Dottor Light fece parte della Società segreta dei supercriminali di Libra, in Crisi finale n. 1, e lui e Mirror Master furono inviati da Libra alla ricerca della sedia di Metron. Furono sfidati poi da Empress, Sparx, e Más y Menos, ma entrambi riuscirono a sconfiggerli in un battito di ciglia combinando i suoi raggi con gli specchi di Mirror Master. Light coadiuvò anche l'assassinio di Martian Manhunter, aiutando la Fiamma Umana e Libra.
Successivamente, in Final Crisis: Revelations, lo Spettro consegnò il giudizio finale deciso sul Dottor Light, e lo bruciò fino alla morte trasformandolo in una candela, e utilizzando la sua testa come stoppino. Lo Spettro, nella sua ironica moda caratteristica, scelse di punirlo a causa degli abusi commessi e della sua abilità di manipolare la luce.
Il personaggio della Millestone Comics conosciuto come Shadow Cabinet, tentò di rubare i resti di Arthur Light, ancora in forma di candela. Si rivelò poi nel numero successivo essere una falsa supposizione; Superman ed Icon furono gli artefici di questo scenario per fare sì che Shadow Cabinet familiarizzasse con la JLA. La candela fu, tuttavia, utilizzata da Hardware per ricostituire i poteri che Arthur Light rubò a Kimiyo Hoshi.

### La notte più profonda
Durante il crossover La notte più profonda, Dottor Light fu identificato come uno dei deceduti sotterrati sotto la Sala della Giustizia. Il cadavere del Dottor Light resuscitò come Lanterna Nera durante l'evento. Lo si vide divorare i resti del cadavere di Gehenna, e attaccare Kimiyo Hoshi. I due si batterono, e Arthur sembrò avere la meglio utilizzando la psicologia facendo sì che Kimiyo dubitasse di sé stessa. Tuttavia, non appena si trovò sul limite della vittoria, fece il fatale errore di minacciare i figli di Kimiyo, facendola arrabbiare al punto che l'eroina generò una luce così forte da ridurre la Lanterna Nera e il suo anello in polvere.

## Poteri e abilità
Dottor Light era un manipolatore della luce, con l'abilità di controllare la luce per una varietà di propositi. Poteva piegare la luce per diventare invisibile, generare raggi energetici, creare campi di forza, e volare. Respingendo mentalmente i fotoni, Light poteva creare aree di completa oscurità. Teen Titans n. 23 affermò che Light poteva potenziarsi assorbendo la luce dall'ambiente. Durante la storia di Rock of Ages di Grant Morrison nella serie di JLA, Light fu mostrato mentre prendeva il controllo assoluto anche sull'intero spettro elettromagnetico su suggerimento di Lex Luthor.
I limiti dei suoi poteri non sono chiari, ma sembra essere in grado di avere qualche potere su qualsiasi cosa che emetta luce. Tra questi vi sono i costrutti di Lanterna Verde, la vista calorifica di Superboy, e il lampo magico del lazzo di Wonder Girl. Riuscì anche a svuotare della luce i supereroi con poteri a base di luce, come gli eroici Dottor Light (Kimiyo Hoshi) e Raggio, lasciandoli temporaneamente senza poteri. Ebbe anche l'abilità temporanea di creare immagini olografiche. Nonostante le frequenti sconfitte, rimane comunque molto potente.
Originariamente, i poteri di Dottor Light derivano dalla sua tuta, ma con il tempo riuscì ad appropriarsi di tale abilità, e poteva utilizzare i suoi poteri senza necessitare del costume.
Arthur Light era mentalmente un genio, un genio nel campo della fisica. Tuttavia, il suo lavaggio del cervello da parte della League ridusse sostanzialmente la sua intelligenza, e perse la sua abilità creativa nell'utilizzo dei suoi poteri. Il ritrovo recente dei ricordi di Light sembrarono aver portato indietro il suo intelletto e anche la sua parafilia. Come risultato, divenne un avversario molto più letale, in grado di combattere squadre del calibro dei Teen Titans fino alla sconfitta e affrontando una moltitudine di eroi tutti in una volta.

## Comparse nei fumetti
- Justice League of America (prima serie) n. 12 (L'Ultimo Caso della Justice League)
- Atom n. 8 (Bloccato nella Lampadina Letale)
- Green Lantern n. 33 (Mago delle Armi a Onda di Luce!)
- Justice League of America (prima serie) n. 122 (La Grande Crisi d'Identità)
- Teen Titans (prima serie) n. 44 (L'Uomo che Rovesciò i Titans)
- Secret Origins n. 37 (Legione degli Eroi Sostituti - Dottor Light)
- Suicide Squad (prima serie) n. 52 (La Morte e La Vita e La Morte e La Vita e La Morte e La Vita di Dottor Light)
- Green Lantern (terza serie) n. 36 (Il fantasma della Luce di Natale)
- Green Lantern (terza serie) n. 80 (collegamento a Final Night)
- Teen Titans (terza serie) n. da 21 a 23 (Luce Spenta)
- Green Arrow (terza serie) n. da 54 a 58 (Buttandosi nella Luce)
- Final Crisis: Revelations n. 1 (ucciso dallo Spettro)
- JLA/Avengers n. 4 (Cameo nella battaglia finale)

## In altri media

### Televisione
- Dottor Light comparve in un episodio della serie Lois e Clark: Le nuove avventure di Superman. Qui era uno scienziato di nome Harry Leit che insieme ad un altro delinquente rubò un emettitore di luce ultravioletta che accecò Superman.
- Dottor Light fu un criminale minore nella serie animata Teen Titans. Il suo personaggio ebbe molto della sua controparte dei fumetti, sebbene dia prova di essere un avversario formidabile. Light è generalmente descritto come un disturbo più che una minaccia vera, sebbene anche lui ha i suoi momenti, e le due comparse e facili sconfitte vengono viste come una gag ricorrente.
- Arthur Light compare anche nella seconda stagione della serie Titans, interpretato da Michael Mosley.

### Film
- Dottor Light ebbe un cameo nel film animato Justice League: The New Frontier. Lo si vide durante il discorso finale di John F. Kennedy.

### Video giochi
- Dottor Light è un personaggio utilizzabile nella modalità battaglia del videogioco sui Teen Titans.